# Ringvejen (Ribe)
 For alternative betydninger, se Ringvejen. (Se også artikler, som begynder med Ringvejen)
 Ringvejen  er en tosporet omfartsvej der går vest om Ribe. Vejen er en del af primærrute 11 og primærrute 24.
Omfartsvejen blev anlagt for at få den tunge trafik der kørte på den gamle hovedvej uden om de smalle gader i Ribes centrum.
Vejen forbinder Tøndervej i syd med Plantagevej i nord, og har forbindelse til Haderslevvej og Plantagevej og Obbekjærvej.
Vejdirektoratet lavede en VVM-redegørelse af en ny Omfartsvej ved Ribe. Et forslag var at Omfartsvejen blev en 2+1 sporet motortrafikvej på ca. 6,7 km. Den ville komme til at gå fra den nuværende Ringvej og passere Ribe Å vest om byen tæt på et Natura 2000 område og ende i Varde Hovedvej nord for Ribe.
Det endte med at den eksisterende ringvej + Plantagevej/Trojelsvej blev kraftigt udbygget.